# Mimetica crenulata
Mimetica crenulata är en insektsart som beskrevs av Rehn, J.A.G. 1906. Mimetica crenulata ingår i släktet Mimetica och familjen vårtbitare. Inga underarter finns listade i Catalogue of Life.